# Кебехсенуф
Кебехсенуф («Тот, кто омолаживает своих братьев») — в древнеегипетской религии заупокойное божество, один из четырёх сыновей Гора.  Кебехсенуф был богом защиты и Запада, охранял кишечник умершего. Его изображали в виде божества с головой сокола. Покровительницей Кебехсенуфа была богиня Селкет.

## Изображение
Кебехсенуф сперва изображался антропоморфным, начиная с периода Нового Царства - с головой сокола. Как и в случае с Дуамутефом, в литературе встречаются противоречивые сведения о его изображении с головой животного: по одним сведениям, он изображался с головой сокола, по другим - с головой шакала.

## Покровитель
Вместе с тремя другими сыновьями Гора — Амсетом, Хапи и Дуамутефом -— он охранял мумифицированные внутренности, точнее — кишечник, который помещался в канопу с изображением Кебехсенуфа. 
Также был покровителем части человеческой души, отвечающей за духовный потенциал — сах.

## Значение в мифологии
В Текстах Пирамид Кебехсенуфа называют богом-хранителем мёртвых и их помощником в восхождении на небеса. В надписях на сосудах каноп и ящиках, где они помещались, призывается Кебехсенуф.

В цикле Осириса Кебехсенуф, как и остальные сыновья Гора, является «одним из стражей часов на теле Осириса». Он является покровителем четвёртого дня и четвёртого часа ночи, о которых сказано: 
«Кебехсенуф приходит, чтобы увидеть тебя, он отражает удар врага, что подходит к тебе сзади».
Согласно мифологии, его, как и его братьев, Гор назначил хранителем одной из сторон света и отправил на Запад вестником коронации. Кебехсенуф является также богом-звездой. В храме в Иераконполе он вместе с Дуамутефом образует пару, почитавшуюся как "звезда", охраняя руки Гора. Ему покровительствует Селкет. 

## Упоминания
В папирусе Ани Кебехсенуф произносит следующую речь:

Я сын твой, О, Осирис, Ани. Я пришёл защитить тебя. Я собрал твои кости, и я соединил члены твои воедино. Я принёс твоё сердце и положил его на трон внутри твоего тела. Я сделал твой дом цветущим после тебя, О! ты, кто вечно живущий.
Все вместе Маа-атеф-ф[уточнить], Хери-бек-ф[уточнить], Гор-Хенти-маа[уточнить] и четверо сыновей Гора были известны как «Семеро сияющих» защитников тела Осириса.